# Jacques Ninio
Pour les articles homonymes, voir Ninio.
Jacques Ninio, né le 4 septembre 1942 au Caire et mort le 9 février 2020 à Bourg-la-Reine, était un biologiste français.

## Biographie
Polytechnicien (Promotion X1961), a été directeur de recherche au CNRS et a travaillé sur l’évolution et la reconnaissance moléculaire ainsi que sur la mémoire visuelle. Il a également mené des travaux sur les stéréogrammes.
En biologie, il a proposé en 1975 le mécanisme de correction cinétique permettant de diminuer le taux d'erreurs d'une réaction biochimique.

## Œuvres
- Approches moléculaires de l'évolution, Paris, Masson, 1979
- Dinámica de las ideas en biología: conversaciones de Montevideo, Universidad de la República, Facultad de Humanidades y Ciencias, Departamento de Publicaciones, 1988
- La biologie buissonnière, Paris, Seuil, 1991
- L'empreinte des sens : perception, mémoire, langage, Paris Odile Jacob, 1994  (ISBN 9782738127228)
- La science des illusions, Paris, Odile Jacob, 1998
- Stéréomagie, Paris, Seuil ; Estereomagia, São Paulo, Martins Fontes, 1999
- Au cœur de la mémoire, Paris, Odile Jacob, 2011, 1re éd., 196 p. (ISBN 978-2-7381-2697-9)